# Romuald Wojna
Romuald Wojna (ur. 20 grudnia 1931 w Nowogródku, zm. 6 lipca 2023 w Warszawie) – polski historyk, badacz dziejów Rosji i Europy Środkowej.

## Życiorys
Absolwent Wydziału Historycznego Uniwersytetu Warszawskiego (mgr 1958 – Rosyjski ruch rewolucyjny lat 70. i 80. XIX w. na łamach polskiej prasy krajowej, promotor: Ludwik Bazylow). W latach 1954–1959 pracownik Instytucie Polsko-Radzieckim, 1961–1968 Zespołu Encyklopedii PWN. Od 1968 pracownik Instytutu Historii PAN. Doktorat (1974 – Ruch chłopski i reforma rolna w Rosji w 1917 r. (marzec-październik); promotor Janusz Żarnowski) i habilitacja (1985 –  Wieś rosyjska 1918–1920. Przemiany polityczne i społeczne) tamże. W latach 1987–1996 był wicedyrektorem Instytutu Historii PAN, od 1991 kierował Pracownią Dziejów Rosji i ZSRR tamże. Był też zastępcą redaktora naczelnego „Kwartalnika Historycznego”. W 1989 wchodził w skład Obywatelskiego Komitetu ds. Rewaloryzacji Grobu Nieznanego Żołnierza w Warszawie, któremu przewodniczył gen. bryg. pil. Stanisław Skalski.
Zajmował się historią Rosji przełomu XIX i XX wieku. Doktorat pod jego kierunkiem napisali: Daniel Boćkowski, Władysław Bułhak, Andrzej Topij.

## Wybrane publikacje
- Gdy runęły trony, Warszawa: „Książka i Wiedza” 1972.
- (przekład) Edward Burdżałow, Rewolucja lutowa 1917 r.: powstanie w Piotrogrodzie, przeł. Romuald Wojna, Warszawa: Państwowe Wydawnictwo Naukowe 1973.
- W ogniu rosyjskiej wojny wewnętrznej 1918-1920, Warszawa: „Wiedza Powszechna” 1975.
- (przekład) Edward Burdżałow, Rewolucja lutowa 1917 r. Moskwa, front, prowincja, przeł. Romuald Wojna, Warszawa: PWN 1977.
- Walka o ziemię w Rosji w 1917 roku, Wrocław: Zakład Narodowy im. Ossolińskich 1977.
- Wielki świat nomadów: między Chinami i Europą, Warszawa: „Wiedza Powszechna” 1983.
- Wieś rosyjska 1918-1920: przemiany polityczne i społeczne, Warszawa: PWN 1984.